# NGC 488
NGC 488 (другие обозначения — UGC 907, MCG 1-4-33, ZWG 411.33, IRAS01191+0459, PGC 4946) — спиральная галактика (Sb) в созвездии Рыбы, которая находится на расстоянии 95 миллионов световых лет от Земли.
NGC 488 имеет самую большую скорость вращения из известных обычных спиральных галактик. Судя по смещению спектральных линий, звёзды в её диске на расстоянии 65 тыс. световых лет от центра движутся со скоростью 363 км/c (в 1,5 раза быстрее, чем в нашей галактике). В 2010 году в NGC 488 была обнаружена сверхновая типа Ia, однако с меньшей светимостью, чем ожидалось, и необычным спектром.
В галактике вспыхнула сверхновая SN 1976G типа Iа, её пиковая видимая звёздная величина составила 16,0.
Входит в состав трёх групп галактик: группа NGC 470, NGC 524 и NGC 488.

## Открытие и исследование
Открыта Уильямом Гершелем 13 декабря 1784 года. Была включена Джоном Дрейером в «Новый общий каталог» (1888). По описанию Дрейера, объект довольно яркий, большой, круглый, с резким повышением яркости в центре. Также он отмечал, что в 10 минутах к востоку наблюдается звезда 8-й величины.

## Наблюдение
Галактика находится приблизительно в 10° на западо-северо-запад от звезды Альриша, соединяющей двух Рыб. Звёздная величина галактики — 10,3m. Диск имеет практически идеальную спиральную структуру. Судя по степени его вытянутости, плоскость галактики отклонена от положения «плашмя» на 41 ± 6°. Астрономы называют NGC 488 прототипом многорукавной спиральной галактики (у более развитых галактик рукава имеют бо́льшую толщину и они более открытые). Галактика имеет малый угловой размер (5,2-5,5‘×3,9-4‘), что соответствует линейному диаметру около 150 тысяч световых лет. NGC 488 имеет плотный спиральный рисунок с равномерным расположением тонких и волокнистых деталей.
NGC 488 — хороший объект для наблюдения даже в небольшой телескоп и в пригородах. Её видно прямым зрением в 4-дюймовый рефрактор при наличии Луны в фазе первой четверти.
При наблюдении в 5-дюймовый телескоп с увеличением ×33 эта галактика может быть видна как маленький, но яркий объект с очень плотным свечением сразу к северо-востоку от звезды 12-й величины.

## В составе групп галактик
NGC 488 входит в состав группы NGC 524, включающей не менее 14 галактик. Помимо неё наиболее яркими представителями группы являются NGC 470, NGC 474, NGC 520.
Помимо группы NGC 524, галактика рассматривается в составе группы NGC 470. Кроме того, может рассматриваться как галактика одноименной группы NGC 488.

## История

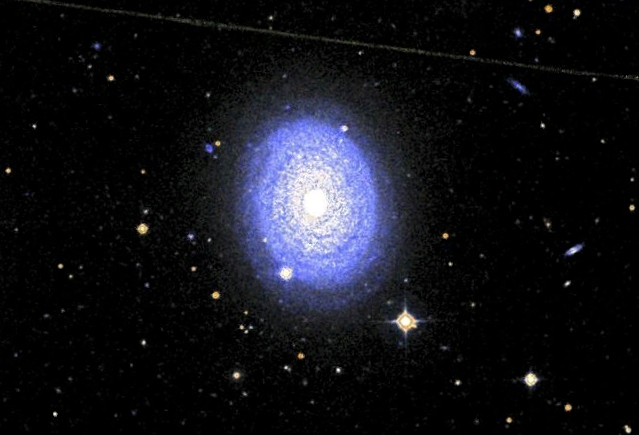

NGC 488 окружена карликовыми галактиками. Это позволяет предположить, что в её истории было поглощение таких спутников. С этим согласуются и высокие скорости звёзд, указывающие на необычно большое количество тёмной материи: возможно, её принесли влившиеся в галактику карликовые спутники, увеличив массу гало.
Однако в исследовании 1997 года Буркхарда Фукса (нем. Burkhard Fuchs) из Гейдельбергского университета высказано сомнение, что NGC 488 была сформирована по большей части в результате слияния спутниковых галактик. На это указывают низкая скорость взаимных хаотичных движений звёзд и низкая скорость звездообразования — 1,2⋅109M⊙ за млрд лет.